# Vladas Douksas
Vladas Douksas Klimite (né le 19 mars 1933 à Montevideo en Uruguay et mort le 23 novembre 2007) est un joueur de football international uruguayen d'origine lituanienne, qui évoluait au poste d'attaquant.

## Biographie

### Carrière en club
Avec le CA Independiente, il remporte un titre de champion d'Argentine.
Avec le Club Nacional, il gagne un championnat d'Uruguay et joue une finale de Copa Libertadores.

### Carrière en sélection
Avec l'équipe d'Uruguay, il joue 33 matchs (pour 3 buts inscrits) entre 1959 et 1966. 
Il figure dans le groupe des sélectionnés lors des championnats sud-américains de 1959 (Argentine) et de 1959 (Équateur). La sélection uruguayenne remporte le tournoi de 1959 organisé en Équateur.
Il dispute également 4 matchs comptant pour les tours préliminaires de la coupe du monde 1966.

## Palmarès
| \| Independiente - Championnat d'Argentine (1) : - Champion : 1960. \| \| Club Nacional - Championnat d'Uruguay (2) : - Champion : 1963. - Copa Libertadores : - Finaliste : 1964. \| |  | Uruguay - Championnat sud-américain (1) : - Vainqueur : 1959 (Équateur).                                 |
| Independiente - Championnat d'Argentine (1) : - Champion : 1960. |  | Club Nacional - Championnat d'Uruguay (2) : - Champion : 1963. - Copa Libertadores : - Finaliste : 1964. |